# Jean-Charles Duval
Pour les articles homonymes, voir Duval.
Jean-Charles Duval, né à Paris le 3 avril 1880, où il est mort le 11 décembre 1963, est un peintre, dessinateur et décorateur français. 

## Biographie
Orientaliste, ami d'Edgar Degas, il voyage en 1908 à Constantine (Algérie) puis, pour l'Institut français d'art musulman, part en mission officielle en 1924 à Damas en Syrie. Membre du Salon des Tuileries et de la Société nationale des beaux-arts, il expose au Salon des Tuileries de 1929 deux paysages. 
En outre, il dessine aussi des artistes et des spectacles de ballets russes (1910-1911) ainsi que des danseurs et des spectacles de l'Opéra de Paris. En 1965, la Bibliothèque-musée de l'Opéra en achète quarante croquis de scènes de spectacles et sa veuve Isabelle Duval, donne en 1981 environ 250 dessins de 41 spectacles et artistes des ballets russes et de l'Opéra de Paris.